# Куртина дубів
Куртина дубів — ботанічна пам'ятка природи місцевого значення. Об'єкт розташований на території Голопристанського району Херсонської області, квартал 5 виділ 9 Рибальчанського лісництво ДП «Збур'ївське ЛМГ», 500 м на захід від мисливської бази.
Площа — 0,5 га, статус отриманий у 1983 році.